# جیغ ۲
جیغ ۲ (به انگلیسی: Scream 2) فیلمی اسلشر محصول سال ۱۹۹۷ به کارگردانی وس کریون و نویسندگی کوین ویلیامسون است. در این فیلم نو کمبل، دیوید آرکت، کورتنی کاکس، جری اوکانل، جیدا پینکت اسمیت، سارا میشل گلر، جیمی کندی، و لیو شرایبر بازی کردند. این فیلم دنباله‌ای بر جیغ (۱۹۹۶) به‌شمار می‌رود که در ۱۲ دسامبر ۱۹۹۷ توسط دایمنشن فیلمز به عنوان دومین قسمت از مجموعه فیلم‌های جیغ به نمایش در آمد.

## خلاصه داستان
چند سال پس از حوادث فیلم قبلی، سیدنی، که قاتل نقاب‌زن را از یاد برده است، به دبیرستان می‌رود تا تحصیلاتش را ادامه دهد که در این زمان قتل‌هایی توسط آن قاتل صورت می‌گیرد و…